# 迪盧申角

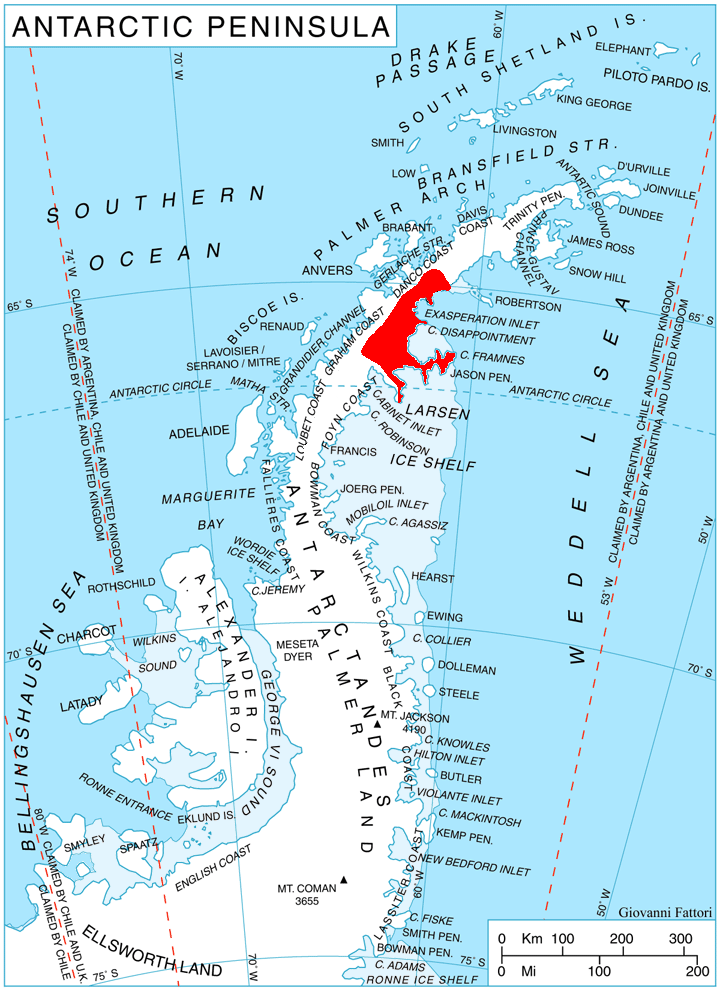

迪盧申角（英語：Delusion Point）是南極洲的海岬，位於葛拉漢地東岸，是塞克薩金塔普里斯塔灣入口的東北部，在1928年12月20日由澳大利亞極地探險家命名，現時由南極條約體系管理。
65°23′S 62°0′W / 65.383°S 62.000°W